# Barron (Wisconsin)
Barron es una ciudad ubicada en el condado de Barron en el estado estadounidense de Wisconsin. En el Censo de 2010 tenía una población de 3.423 habitantes y una densidad poblacional de 446,19 personas por km².

## Geografía
Barron se encuentra ubicada en las coordenadas 45°24′8″N 91°50′40″O / 45.40222, -91.84444. Según la Oficina del Censo de los Estados Unidos, Barron tiene una superficie total de 7.67 km², de la cual 7.45 km² corresponden a tierra firme y (2.84%) 0.22 km² es agua.

## Demografía
Según el censo de 2010, había 3.423 personas residiendo en Barron. La densidad de población era de 446,19 hab./km². De los 3.423 habitantes, Barron estaba compuesto por el 87.17% blancos, el 8.79% eran afroamericanos, el 0.82% eran amerindios, el 0.73% eran asiáticos, el 0.03% eran isleños del Pacífico, el 0.76% eran de otras razas y el 1.69% pertenecían a dos o más razas. Del total de la población el 3.01% eran hispanos o latinos de cualquier raza.